# Inscripción Kalasan
La inscripción Kalasan es una inscripción fechada en el 700 Saka (778 d. C.), descubierta en la aldea de Kalasan, regencia Sleman, Yogyakarta, Indonesia. La inscripción fue escrita en sánscrito con escritura Pranagari del norte de la India. Esta es la primera inscripción descubierta en Indonesia que menciona el nombre dinástico de Sailendra como Sailendravamça.

## Contenido

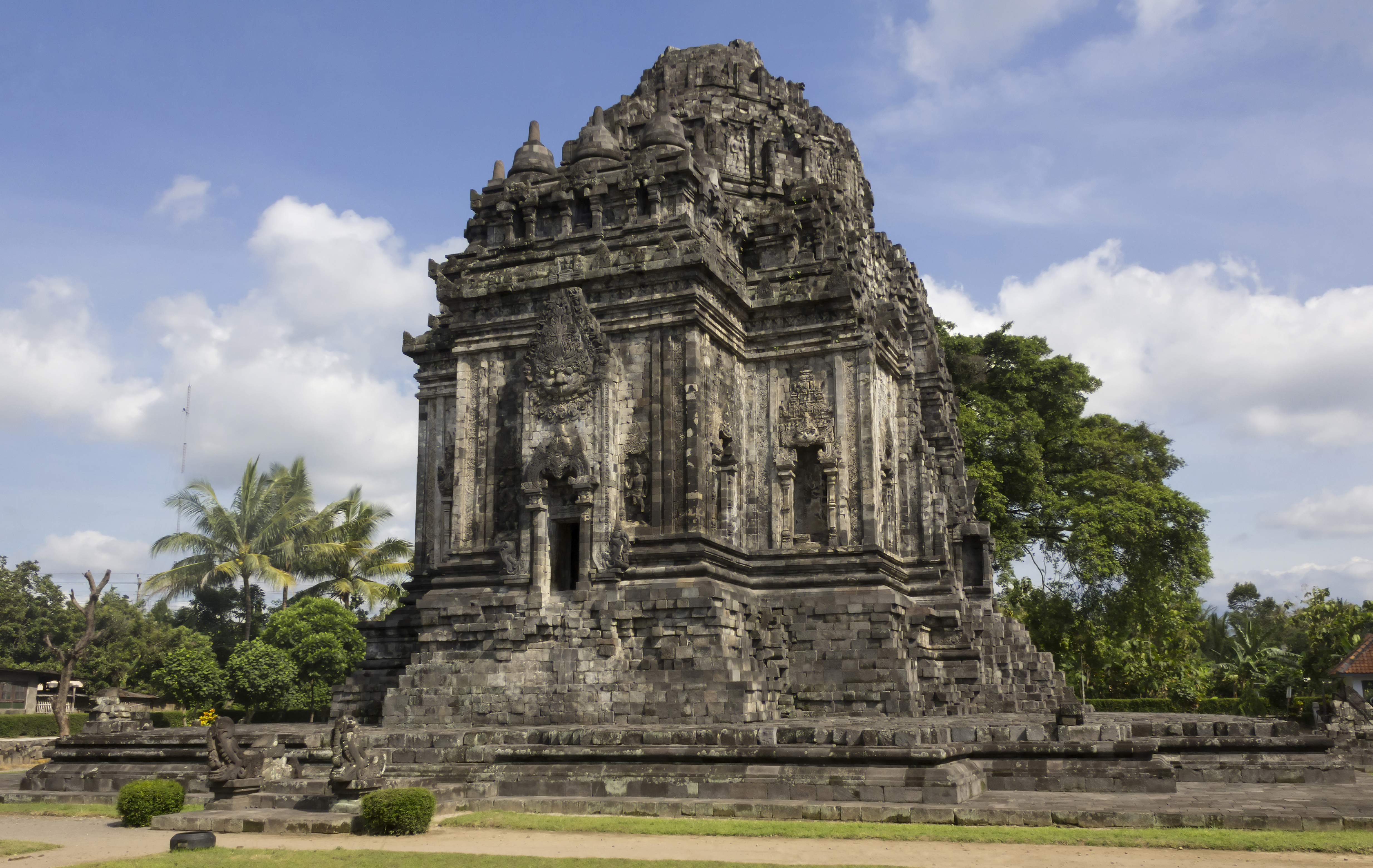
La inscripción Kalasan se refiere también a la construcción del Templo de Kalasan.

La inscripción mencionada sobre Guru Sang Raja Sailendravamçatilaka (Maestro del Rey, de la familia Sailendra) que logra persuadir al maharajá Tejapurnapana Panangkaran —en otra parte de la inscripción también llamado Kariyana Panangkaran— para construir un edificio sagrado dedicado a la diosa bodhisattva Tara y también construir un vihara (monasterio) para monjes budistas del reino de la familia Sailendra. Panangkaran otorgó el pueblo de Kalaça a la sangha, o comunidad monástica budista. El templo dedicado a Tara se identifica como el templo de Kalasan. La inscripción ahora se muestra en el Museo nacional de Indonesia, Yakarta, bajo el número de inventario No. D.147.